# Dunbar (circonscription du Parlement d'Écosse)
Pour les articles homonymes, voir Dunbar (homonymie).
Dunbar dans le Haddingtonshire était un Burgh royal qui a élu un Commissaire au Parlement d'Écosse et à la Convention des États.
Après les Actes d'Union de 1707, Dunbar, North Berwick, Haddington, Jedburgh et Lauder ont formé le district de Haddington, envoyant un membre à la Chambre des communes de Grande-Bretagne.

## Liste des commissaires de burgh
- 1661–63, 1665 convention, 1667 convention, 1669–74: James Lauder, marchand-bourgeois[1]
- 1678 convention: James Kellie, marchand, bailli[2]
- 1681–82: James Hamilton, merchant, bailie [3]
- 1685–96, 1689 convention, 1689–90: James Smith, marchand (expulsé) [4]
- 1693–1701: Robert Fall, baili  [4]
- 1702–07: Robert Kellie, baili [5]